# Pepita Ferez
Pepita Ferez (Buenos Aires, Argentina; 1900 - Ibídem; 15 de enero de 1981) fue una actriz de cine, radio y teatro argentina. Fue una de las integrantes del elenco de Los Pérez García.

## Carrera
Iniciada en el radioteatro, desde 1949 hasta 1967 hizo el popular radioteatro Los Pérez García, compartiendo escenas con los actores Martín Zabalúa, Sara Prósperi, Gustavo Cavero, Nina Nino, Julián Bourges, Emilio Comte, Laura Bove, Esperanza Otero, entre otros. Su personaje en el programa era el de Luisa, la mujer que completaba el casalito, el mismo fue encarnado inicialmente por la actriz Perla Black, luego le siguió Celia Juárez y a esta la reemplazó Pepita que la interpretó hasta el final. En 1958 protagoniza Los besos ajenos de Abel Santa Cruz en el Teatro Palmolive del Aire de las 22 y 5 con Luis Pérez Aguirre, la dirección de José Tresenza y relatos de Julio César Barton.
En cine tuvo participaciones en roles de reparto en películas como Detrás de la mentira en 1962 con la dirección de Emilio Vieyra y las actuaciones de Alfonso De Grazia y Julia Sandoval; y La rabona de 1978, bajo la mano de Mario David], protagonizada por Alberto Closas, Claudia Cárpena y Perla Santalla.
En 1919, fue uno de los socios fundadores de la Asociación Argentina de Actores, junto con otros artistas como Oscar Soldati, Ricardo Albarrán, Carlos Pibernat, María Esther Duckse, María Esther Zucchl, entre otros.
Falleció tras causas naturales el 15 de enero de 1981. Sus restos descansan en el panteón de Asociación Argentina de Actores del cementerio de La Chacarita.

## Filmografía
- 1978: La rabona.
- 1962: Detrás de la mentira.

## Teatro
- 1933: La vampiresa del Puente Alsina.